# Anna Paquin
Pour les articles homonymes, voir Paquin.
Anna Paquin [ˈænə ˈpækwɪn], née le 24 juillet 1982 à Winnipeg, est une actrice et productrice canado-néo-zélandaise.
Elle est révélée au cinéma en 1993 par le drame La Leçon de piano, qui lui vaut l'Oscar de la meilleure actrice dans un second rôle, faisant d'elle la deuxième plus jeune récipiendaire de ce trophée. Par la suite, elle joue dans L'Envolée sauvage (1996), Le Choix d'une vie (1999), la comédie romantique Elle est trop bien (1999) et le drame Presque célèbre (2000). Ses performances lui valent plusieurs nominations lors des Young Artist Awards.
Au début des années 2000, elle connaît un important succès commercial en incarnant Malicia dans la trilogie fondatrice (2000-2006) de la franchise X-Men. Puis elle rebondit vers la télévision en tenant de 2008 à 2014 le rôle principal de Sookie Stackhouse dans la série dramatique True Blood. Sa performance lui vaut le Golden Globe de la meilleure actrice dans une série télévisée dramatique 2009 ainsi que le Satellite Awards 2008.
Après la fin de True Blood, elle reprend son rôle de Malicia dans l'acclamé blockbuster évènement X-Men: Days of Future Past, de Bryan Singer, mais elle se concentre sur la télévision : elle produit et tient le premier rôle de la mini-série dramatique Bellevue (2017), puis seconde Sarah Gadon dans la mini-série historique Alias Grace (2018), avant de jouer dans la cinquième et dernière saison de la série à succès The Affair. L'année 2019 la voit aussi s'essayer à la comédie avec la nouvelle série Flack (en) (2019).

## Biographie

### Jeunesse et formation
Née à Winnipeg, la capitale de la province du Manitoba au Canada, Anna est la fille de Mary (née Brophy), professeur d'anglais originaire de Wellington (Nouvelle-Zélande) et de Brian Paquin, professeur d'éducation physique dans une école secondaire, d'origine canadienne-française. Anna est la dernière sur une fratrie de trois enfants ; un frère, Andrew (né en 1977), et une sœur, Katya (née en 1980). Lorsqu'elle avait 4 ans, sa famille s'installe en Nouvelle-Zélande. Elle intègre l'école Raphael House Rudolf Steiner School jusqu'à l'âge de 8 ans.
Dans sa jeunesse, Anna jouait de l'alto, du violoncelle et du piano. Elle faisait aussi de la gymnastique, de la danse classique, de la natation, du ski alpin, cependant, elle n'a jamais fait d'activités en rapport avec la comédie.
En Nouvelle-Zélande, Anna était à l'école secondaire Hutt Intermediate School de 1994 à 1995. Après avoir suivi ses études secondaires à l'école Wellington Girls' College, elle passe sa dernière année à l'école Windward School de Los Angeles, après s'être installée aux États-Unis avec sa mère, à la suite du divorce de ses parents en 1995. En juin 2000, Anna ressort diplômée de l'école secondaire Windward School et elle remplit les obligations de service social imposées par l'école en travaillant dans un centre d'éducation spéciale. Elle intègre l'Université Columbia mais un an plus tard, elle quitte l'université pour se consacrer à sa carrière d'actrice.

### Carrière

#### Débuts précoces et révélation
En 1991, alors qu'elle vit toujours en Nouvelle-Zélande, Anna devient actrice par hasard. La réalisatrice Jane Campion était à la recherche d'une petite fille pour jouer dans La Leçon de piano, dont le tournage devait se dérouler en Nouvelle-Zélande, et une annonce dans les journaux annonce l'ouverture des auditions. Katya, la sœur d'Anna, lit l'annonce et décide de s'y présenter avec un ami ; Anna s'y présente également car elle n'a rien d'autre à faire. Lorsque Jane Campion rencontre Anna Paquin, elle est impressionnée par la performance de cette fillette de 9 ans qui n'a aucune expérience. Anna est donc choisie pour le rôle de Flora parmi 5 000 autres candidates.
Lorsque le film La Leçon de piano sort en 1993, il reçoit des critiques positives, remporte de nombreux prix lors des festivals, notamment la Palme d'or au Festival de Cannes et devient un film très populaire. À l'âge de 11 ans, Anna remporte un Oscar du cinéma dans la catégorie « meilleure actrice dans un second rôle », ce qui fait d'elle la deuxième plus jeune actrice récompensée aux Oscars. Grâce à ce rôle, Anna apparaît dans plusieurs publicités.
En 1996, elle joue dans deux films ; Jane Eyre et L'Envolée sauvage. Puis l'année d'après elle tient le rôle de la reine Isabelle II d'Espagne sous la direction de Steven Spielberg dans Amistad. En 1998, elle joue dans la comédie dramatique Hollywood Sunrise aux côtés de Sean Penn, Kevin Spacey et Robin Wright.
En 1999, elle est à l'affiche de trois longs métrages : un second rôle dans la comédie romantique remarquée Elle est trop bien, avec Freddie Prinze Jr. ainsi que le drame Le Choix d'une vie avec Diane Lane et Viggo Mortensen et enfin la comédie dramatique All the Rage avec Joan Allen, Josh Brolin et Jeff Daniels.

#### Confirmation au cinéma et à la télévision

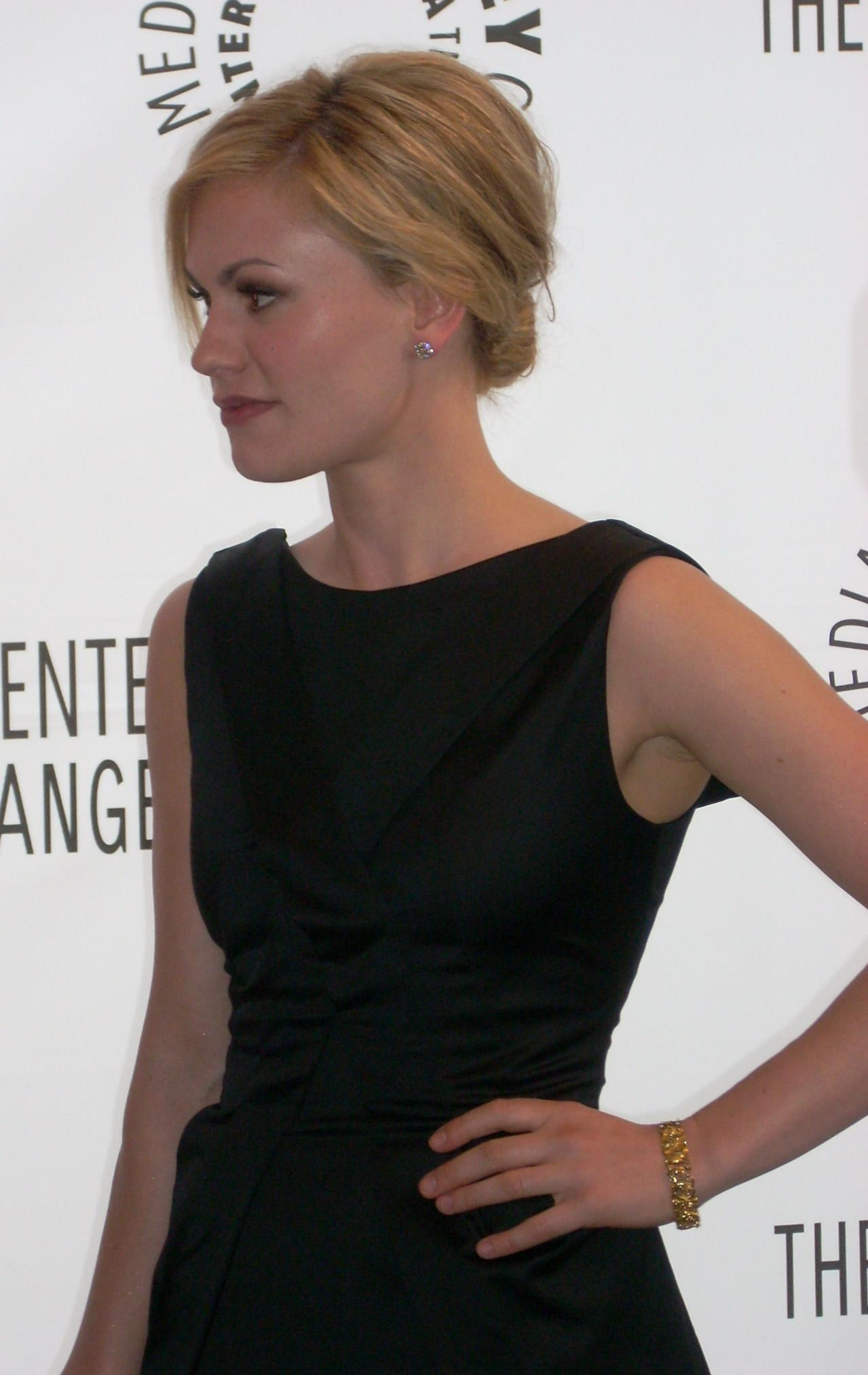
Au 25e Annual Paley Television Festival, en avril 2009.

L'année 2000 marque un tournant, elle fait partie de la distribution réunie par Bryan Singer pour son blockbuster X-Men, adaptation du comics éponyme. Elle y prête ses traits à Malicia (Rogue en anglais) aux côtés d'Hugh Jackman, Halle Berry, Famke Janssen et James Marsden. Le film connait un succès critique et commercial surprise, et lance les studios sur la production d'adaptations de comics-books. Elle est aussi à l'affiche de la comédie d'aventures Presque célèbre ainsi que du drame À la rencontre de Forrester. Deux productions, deux succès critique, qui lui permettent de donner la réplique à, notamment, Billy Crudup et Frances McDormand pour le premier ainsi que Sean Connery et Busta Rhymes pour le second.
En 2001, elle joue seulement dans la comédie Buffalo Soldiers, secondant Joaquin Phoenix. En 2002, elle porte le film d'horreur Darkness mais il est éreinté par la critique. Inversement, le drame La 25e Heure, dans lequel elle se joint à Edward Norton, Philip Seymour Hoffman et Rosario Dawson, est un succès.
Pour 2003, elle reprend son rôle de Malicia dans X-Men 2, qui connait un succès critique et commercial supérieur au premier volet. L'actrice ralentit ensuite quelque peu la cadence en apparaissait seulement dans la comédie dramatique Les Berkman se séparent (2005) avant de revenir dans le troisième volet des aventures des mutants, X-Men : L'Affrontement final, qui sort en 2006. Le blockbuster est le volet le moins bien reçu de la franchise, mais il est aussi le plus lucratif de la trilogie.
Entre 2006 et 2007, Anna tourne dans la comédie dramatique indépendante Blue State aux côtés de Breckin Meyer, produit par la société de production Paquin Films, fondée par elle et son frère Andrew, mais ce projet ne reçoit pas un accueil chaleureux.
En 2007, elle porte le film d'horreur plébiscité Trick 'r Treat et elle joue dans le prestigieux téléfilm du réseau HBO, Bury My Heart at Wounded Knee, nommé pour trois Golden Globes dont une des citations pour Paquin dans la catégorie meilleure actrice dans un second rôle dans une série, une mini-série ou un téléfilm.
La série dramatique et fantastique True Blood est diffusée à partir du 7 septembre 2008 sur HBO. Elle est adaptée de la série de romans La Communauté du Sud de l'autrice Charlaine Harris, et décrit la coexistence entre les humains et les vampires, récemment révélés à la face du monde. L’histoire se déroule principalement à Bon Temps, une petite ville fictive de Louisiane et se concentre sur le personnage de Sookie Stackhouse (interprétée par Anna Paquin), une jeune serveuse télépathe, qui tombe amoureuse de Bill Compton (interprété par Stephen Moyer), un mystérieux vampire. 

#### Alternance cinéma et télévision

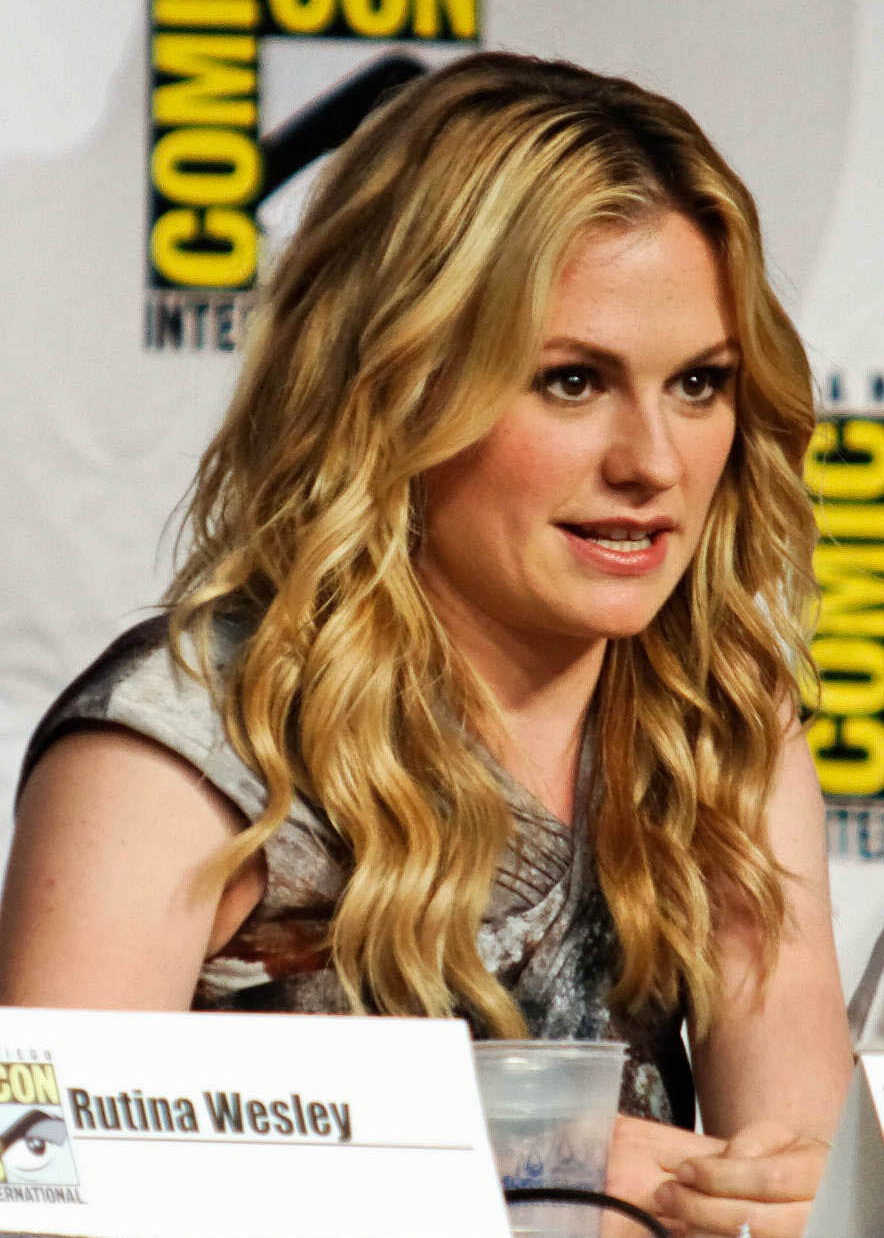
Au Comic-Con pour la série télévisée True Blood, en 2010.

Le show a gagné régulièrement de nouveaux téléspectateurs, a reçu un accueil globalement favorable par les critiques. La série et les acteurs ont également obtenu plusieurs récompenses, parmi lesquelles l’Emmy Award de la « meilleure distribution pour une série télévisée dramatique » en 2009 et le Prix GLAAD Media de la « meilleure série dramatique » en 2011. Anna Paquin remporte elle, le Satellite Award de la meilleure actrice dans une série télévisée dramatique ainsi que trois trophées Scream Awards de la meilleure actrice dans une série d'horreur (2008, 2009 et 2010) et le prestigieux Golden Globe de la meilleure actrice dans une série télévisée dramatique.

Parallèlement au tournage de la série, elle joue dans la comédie romantique Les Meilleurs amis aux côtés de Josh Duhamel et de Katie Holmes, en 2010. Puis en 2011, elle a fait un caméo dans la séquence d'ouverture du film d'horreur Scream 4. Cette année-là, elle porte surtout le drame indépendant Margaret, qui est salué par la critique, et lui vaut le London Critics' Circle Film Awards de la meilleure actrice de l'année.

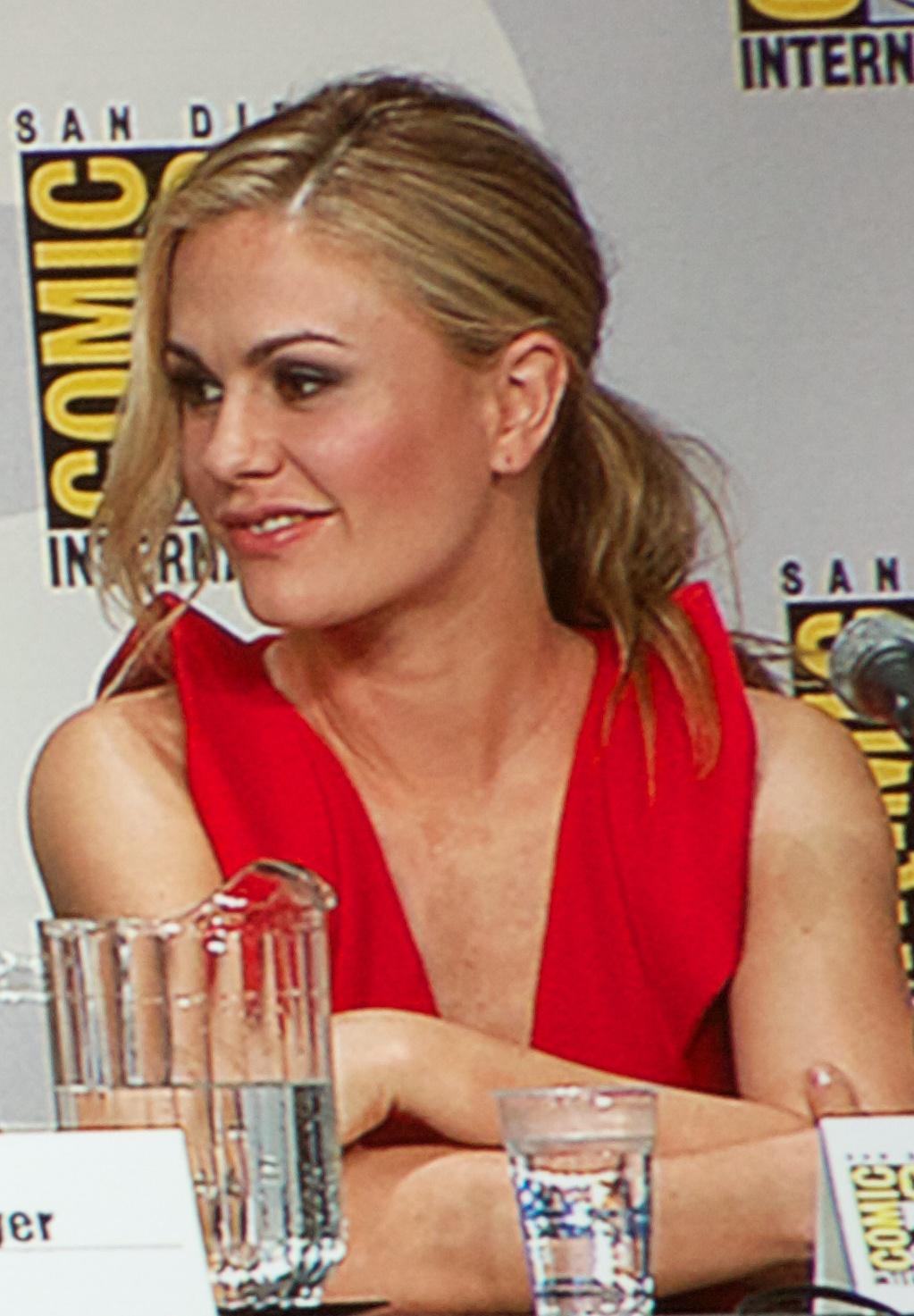
Lors du Comic-Con de San Diego, en 2011.

En 2012, son retour à la franchise X-Men est annoncée. Elle reprendra en effet le rôle de Rogue/Malicia pour le blockbuster X-Men: Days of Future Past, qui convoque la distribution principale de la trilogie originale. Si les scènes de l'actrice sont coupées de la version dévoilée en salles durant l'été 2014, elles seront intégrées dans la version longue proposée en vidéo le 15 juillet 2015. Ce montage est d'ailleurs sous-titré the Rogue Cut.
En 2013, elle joue un rôle récurrent dans la série dramatique Susanna, inédite en France, portée par Maggie Grace et elle décroche l'un des rôles principaux de la comédie dramatique Straight A's avec Ryan Phillippe et Luke Wilson. Elle est le rôle titre du thriller Free Ride, qu'elle produit, tièdement accueilli mais néanmoins récompensé lors du Festival international du film des Hamptons.
En 2014, True Blood se conclut au bout de sept saisons. L'actrice prend du repos, et se fait rare. En 2015, elle prête sa voix à l'un des personnages du film d'animation Le Voyage d'Arlo puis elle joue dans le pilote de la série dramatique Broken produit par Reese Witherspoon, finalement non retenu par la chaîne ABC.

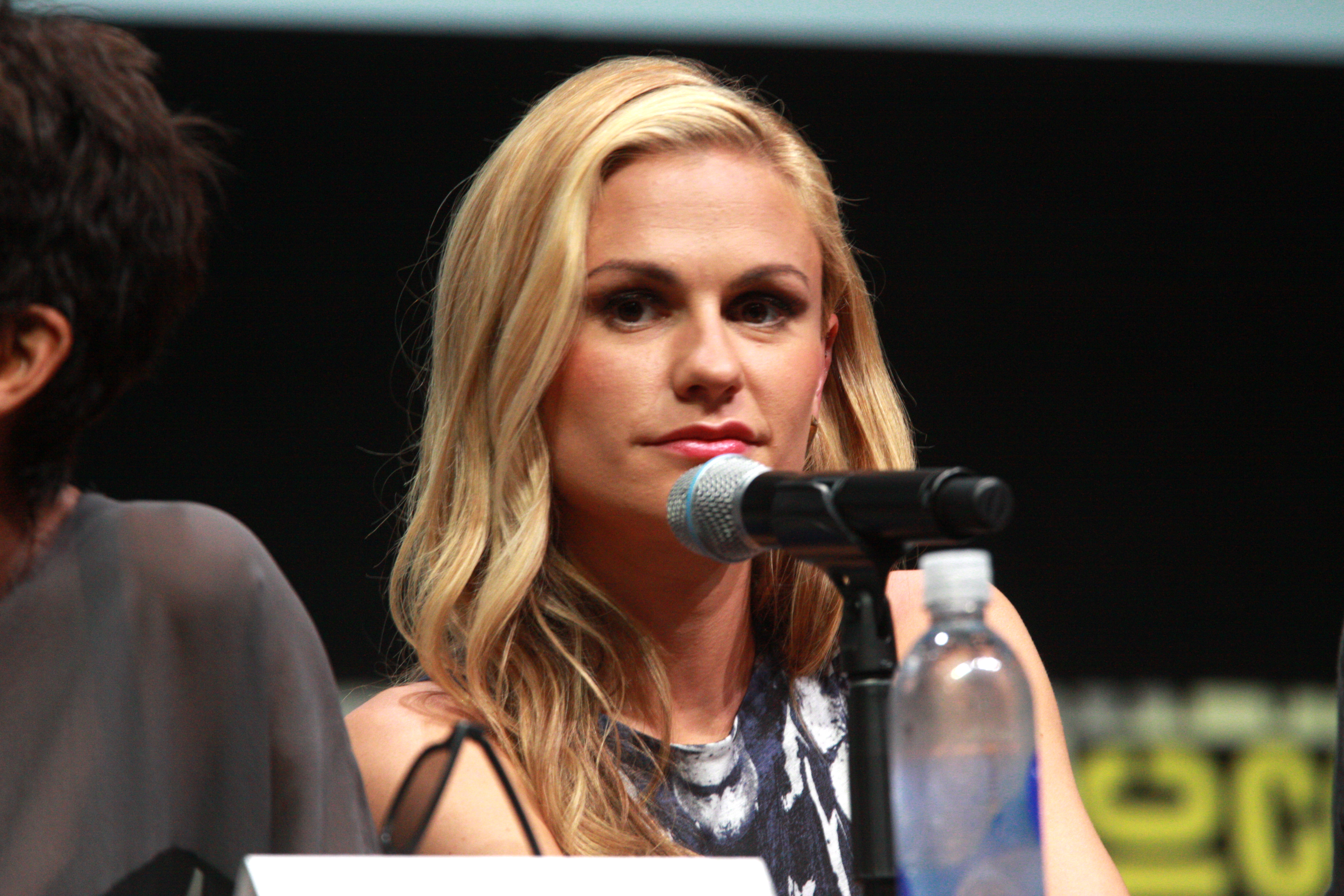
En 2013, pour la promotion dX-Men: Days of Future Past, au Comic-Con de San Diego.

Elle ne reviendra qu'en 2016 au premier plan, pour rejoindre la distribution de la mini-série remake Roots. Un retour salué par une citation pour le Critics' Choice Television Award de la meilleure actrice dans une mini-série ou un téléfilm. En 2017, elle porte et produit la série policière Bellevue, qui signe une contre-performance, étant rapidement annulée à l'issue des huit épisodes tournés. Elle joue ensuite les guest star le temps d'un épisode dans la série Philip K. Dick's Electric Dreams avant d'intégrer la distribution principale de la mini-série d'Alias Grace et de faire son retour au cinéma dans trois longs métrages dramatique.
D'abord The Parting Glass, réalisé par son mari, dont elle partage la vedette aux côtés de Denis O'Hare, Melissa Leo et Cynthia Nixon, puis les drames Tell It to the Bees avec Holliday Grainger et The Irishman secondant les vétérans Robert De Niro et Al Pacino sous la direction de Martin Scorsese.
Elle ne délaisse pas pour autant le petit écran et rejoint la distribution principale de la cinquième et dernière saison de la série The Affair du réseau Showtime,,. Dans le même temps, elle est à l'affiche d'une nouvelle série télévisée, la comédie noire Flack, dans laquelle elle partage la vedette aux côtés d'une distribution principale féminine composée de Sophie Okonedo, Lydia Wilson et Rebecca Benson,,.
En 2023, elle apparait dans le film Netflix True Spirit, jouant aux côtés de Teagan Croft et de Cliff Curtis. Le film raconte le voyage de Jessica Watson, une navigatrice australienne qui à 16 ans a tenté de parcourir en solo la circumnavigation du monde. 

### Vie privée

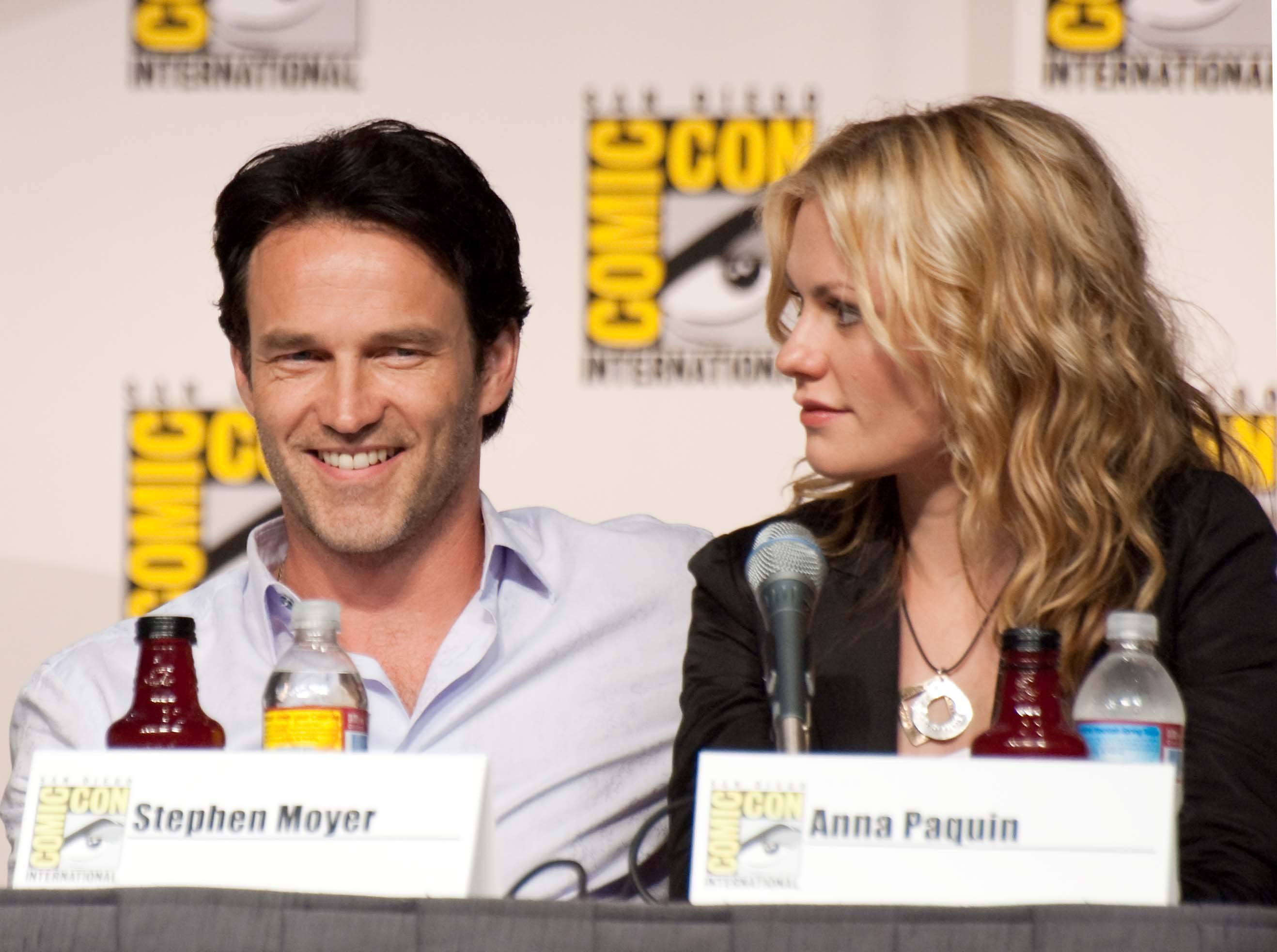
Anna Paquin et son mari Stephen Moyer au Comic-Con en juillet 2009.

Anna a fréquenté l'acteur Logan Marshall-Green, pendant près d'un an (2004-2005), ainsi que l'acteur Kieran Culkin (2006-2007),.
Depuis juillet 2007, Anna est en couple avec l'acteur Stephen Moyer, rencontré sur le tournage de l'épisode pilote de True Blood. Après s'être fiancés en août 2009,, ils se sont mariés le 21 août 2010 à Malibu, en Californie. À la suite de son mariage avec Stephen, Anna a un beau-fils et une belle-fille ; Billy (né en 2000) et Lilac (née en 2002). Le 12 septembre 2012, elle a donné naissance à des faux jumeaux ; un garçon, prénommé Charlie, et une fille, prénommée Poppy,,.
Elle annonce publiquement sa bisexualité en avril 2010, lors d'une campagne pour les droits LGBT.

## Filmographie

### Cinéma

#### Courts métrages
- 2011 : The Carrier de Scott Schaeffer : Kim

#### Longs métrages
- 1993 : La Leçon de piano (The Piano) de Jane Campion : Flora McGrath
- 1996 : Jane Eyre de Franco Zeffirelli : Jane Eyre petite
- 1996 : L'Envolée sauvage (Fly Away Home) de Carroll Ballard : Amy Alden
- 1997 : Amistad de Steven Spielberg : la reine Isabelle II d'Espagne
- 1998 : Hollywood Sunrise d'Anthony Drazan : Donna
- 1999 : Le Choix d'une vie (A Walk on the Moon) de Tony Goldwyn : Alison
- 1999 : Elle est trop bien (She's All That) de Robert Iscove : Mackenzie Siler
- 1999 : It's the Rage (en) de James D. Stern
- 2000 : X-Men de Bryan Singer : Malicia
- 2000 : Presque célèbre (Almost Famous) de Cameron Crowe : Polexia Aphrodisia
- 2000 : À la rencontre de Forrester (Finding Forrester) de Gus Van Sant : Claire Spence
- 2001 : Buffalo Soldiers de Gregor Jordan : Robyn Lee
- 2002 : Darkness de Jaume Balagueró : Regina
- 2002 : La 25e Heure (The 25th Hour) de Spike Lee : Mary D'Annunzio
- 2003 : Le Château dans le ciel (Tenkû no shiro Rapyuta) de Hayao Miyazaki : la voix de Sheeta dans la 2e version en anglais (enregistrée en 1998)
- 2003 : X-Men 2 de Bryan Singer : Malicia
- 2004 : Steamboy de Katsuhiro Ōtomo : La voix de Ray Steam dans le doublage américain
- 2005 : Les Berkman se séparent (The Squid and the Whale) de Noah Baumbach: Lili
- 2006 : X-Men : L'Affrontement final (X-Men: The Last Stand) de Brett Ratner : Malicia
- 2007 : Mosaic de Roy Allen Smith : Maggie Nelson (voix)
- 2007 : Blue State de Marshall Lewy : Chloe Hamon (également productrice exécutive)
- 2008 : Trick 'r Treat de Michael Dougherty : Laurie
- 2010 : Les Meilleurs amis de Galt Niederhoffer : Lila
- 2010 : Open House d'Andrew Paquin : Jennie
- 2011 : Scream 4 de Wes Craven : Rachel Milles, une des deux filles qui regardent Stab 6 à la télévision
- 2012 : Margaret de Kenneth Lonergan : Lisa Cohen
- 2013 : Straight A's de James Cox : Katherine
- 2013 : Free Ride de Shana Betz : Christina (également productrice)
- 2014 : X-Men: Days of Future Past de Bryan Singer : Malicia
- 2015 : Le Voyage d'Arlo de Peter Sohn : Ramsey (voix)
- 2018 : Furlough de Laurie Collyer : Lily Benson
- 2018 : Tell It to the Bees d'Annabel Jankel : Dr Jean Markham
- 2018 : The Parting Glass de Stephen Moyer (également productrice)
- 2019 : The Irishman de Martin Scorsese : Peggy Sheeran (également productrice exécutive)
- 2021 : American Underdog d'Andrew et Jon Erwin : Brenda Warner
- 2023 : True Spirit : Julie Watson

### Télévision

#### Mini-séries
- 2016 : Racines : Nancy Holt
- 2017 : Alias Grace : Nancy Montgomery (mini-série - rôle principal, 6 épisodes)
- 2019 : Flack (en) : Robyn (mini-série - rôle principal, 6 épisodes - également productrice exécutive)
- 2022 : A Friend of the Family : Mary Ann Broberg

#### Séries télévisées
- 2008 - 2014 : True Blood : Sookie Stackhouse (rôle principal - 80 épisodes)
- 2011 : Phinéas et Ferb : Kristen (voix, 1 épisode)
- 2013 : Susanna : Katie (saison 1, 6 épisodes)
- 2016 : Broken : Gemma (pilote non retenu)
- 2017 : Bellevue : Annie Ryder (rôle principal - 8 épisodes, également productrice exécutive des 8 épisodes)
- 2017 : Philip K. Dick's Electric Dreams : Sarah (saison 1, épisode 1)
- 2019 : The Affair : Joanie Lockhart (saison 5)
- 2019: Modern Love: Isabelle ( saison 2, épisode 6)

#### Téléfilms
- 1997 : The Member of the Wedding de Fielder Cook : Frankie Addams
- 2005 : Joan of Arc de Pamela Mason Wagner : Joan (voix)
- 2007 : Enterre mon cœur à Wounded Knee de Yves Simoneau : Elaine Goodale
- 2009 : Irena Sendler (The Courageous Heart of Irena Sendler) de John Kent Harrison : Irena Sendler

## Distinctions

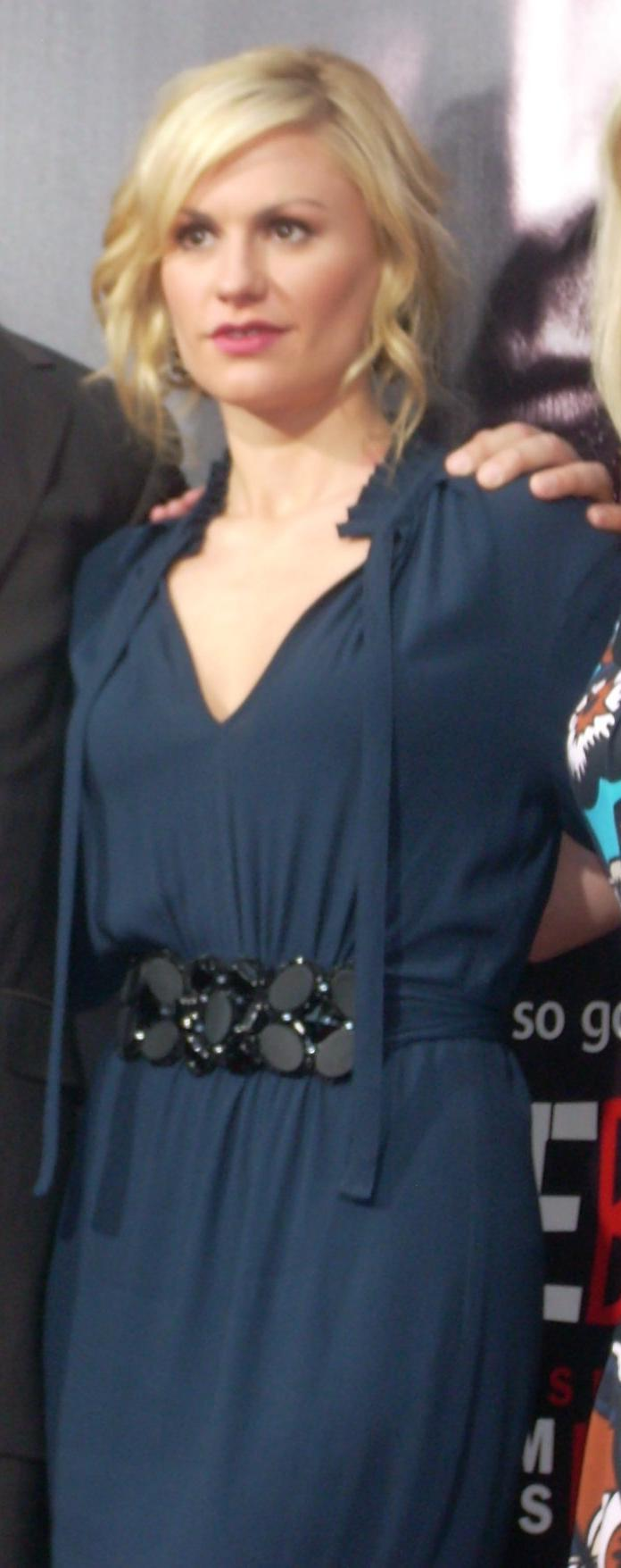
En 2009, pour la présentation de la seconde saison de True Blood, à Hollywood.

Sauf indication contraire ou complémentaire, les informations mentionnées dans cette section proviennent de la base de données IMDb.

## Voix francophones
En version française, Anna Paquin est dans un premier temps doublée par Jennifer Lauret dans La Leçon de piano, Alexandra Garijo dans Amistad, Chantal Macé dans The Member of the Wedding et Mélanie Laurent dans À la rencontre de Forrester. 
Par la suite, Caroline Victoria est la voix française la plus régulière d'Anna Paquin, la doublant dans les films X-Men, Les Berkman se séparent, Les Meilleurs Amis et Bury My Heart at Wounded Knee. Depuis 2008, elle est également doublée de manière régulière par Chloé Berthier, qui est sa voix dans True Blood, Racines, Captive, The Affair et A Friend of the Family.
En parallèle, elle est doublée à titre exceptionnel depuis 2002 par Natacha Muller dans La 25e Heure, Laura Blanc dans Scream 4, Hélène Bizot dans Irena Sandler, une histoire vraie, Séverine Cayron dans Margaret et Karl-Line Heller dans The Irishman. 
En version québécoise, Camille Cyr-Desmarais la double à deux reprises dans Le Premier Envol et Soldats sans bataille tandis qu'elle est doublée à titre exceptionnel par Aline Pinsonneault dans Brouhaha, Charlotte Bernard dans Elle a tout pour elle, Caroline Dhavernas dans Pleine Lune à Woodstock, Sophie Léger dans X-Men, Kim Jalabert dans Terreur à l'Halloween, Catherine Brunet dans Margaret et Stéfanie Dolan dans Flack (en) .